# Хесус-Мария (Колумбия)
Хесус-Мария (исп. Jesús María) — город и муниципалитет в северо-восточной части Колумбии, на территории департамента Сантандер. Входит в состав провинции Велес.

## История
Поселение, из которого позднее вырос город, было основано Лоренсо де Саласаром 9 февраля 1746 года. Муниципалитет Хесус-Мария был выделен в отдельную административную единицу в 1887 году.

## Географическое положение
Город расположен в юго-западной части департамента, в горной местности Восточной Кордильеры, на расстоянии приблизительно 151 километра к юго-западу от города Букараманги, административного центра департамента. Абсолютная высота — 1845 метров над уровнем моря.
Муниципалитет Хесус-Мария граничит на северо-востоке с территорией муниципалитета Гуавата, на востоке — с муниципалитетом Пуэнте-Насьональ, на юго-востоке — с муниципалитетом Альбания, на юго-западе — с муниципалитетом Флориан, на западе — с муниципалитетом Ла-Бельеса, на северо-западе — с муниципалитетом Сукре. Площадь муниципалитета составляет 72,47 км².

## Население
По данным Национального административного департамента статистики Колумбии, совокупная численность населения города и муниципалитета в 2015 году составляла 3137 человек.
Динамика численности населения муниципалитета по годам:
| 2005 | 2006 | 2007 | 2008 | 2009 | 2010 | 2011 | 2012 | 2013 | 2014 | 2015 |
| ---- | ---- | ---- | ---- | ---- | ---- | ---- | ---- | ---- | ---- | ---- |
| 3455 | 3419 | 3391 | 3356 | 3326 | 3292 | 3265 | 3234 | 3204 | 3172 | 3137 |

Согласно данным переписи 2005 года мужчины составляли 49,5 % от населения Хесус-Марии, женщины — соответственно 50,5 %. В расовом отношении белые и метисы составляли 99,94 % от населения города; негры, мулаты и райсальцы — 0,03 %; индейцы — 0,03 %.
Уровень грамотности среди всего населения составлял 85 %.

## Экономика
Основу экономики Хесус-Марии составляет сельское хозяйство.
55,8 % от общего числа городских и муниципальных предприятий составляют предприятия торговой сферы, 27,1 % — предприятия сферы обслуживания, 17,1 % — промышленные предприятия.